# Helene Engelmann
Helene Engelmann (Viena, Áustria, 9 de fevereiro de 1898 – Viena, Áustria, 1 de agosto de 1985) foi uma patinadora artística austríaca que competiu em competições de duplas. Ela foi campeã olímpica em 1924 ao lado de Alfred Berger.

## Principais resultados

### Com Alfred Berger
| Resultados                                            | Resultados      | Resultados      | Resultados      | Resultados      | Resultados    | Resultados    | Resultados    | Resultados    | Resultados    | Resultados    | Resultados    | Resultados    |
| Internacional                                         | Internacional   | Internacional   | Internacional   | Internacional   | Internacional | Internacional | Internacional | Internacional | Internacional | Internacional | Internacional | Internacional |
| Evento/Temporada                                      | 1920– 1921      | 1921– 1922      | 1922– 1923      | 1923– 1924      |               |               |               |               |               |               |               |               |
| ----------------------------------------------------- | --------------- | --------------- | --------------- | --------------- | ------------- | ------------- | ------------- | ------------- | ------------- | ------------- | ------------- | ------------- |
| Jogos Olímpicos                                       |                 |                 |                 | Medalha de ouro |               |               |               |               |               |               |               |               |
| Campeonato Mundial                                    |                 | Medalha de ouro |                 | Medalha de ouro |               |               |               |               |               |               |               |               |
| Nacional                                              |                 |                 |                 |                 |               |               |               |               |               |               |               |               |
| Campeonato Austríaco                                  | Medalha de ouro | Medalha de ouro | Medalha de ouro |                 |               |               |               |               |               |               |               |               |
|                                                       |                 |                 |                 |                 |               |               |               |               |               |               |               |               |
| Legenda: Competição não foi disputada nesta temporada |                 |                 |                 |                 |               |               |               |               |               |               |               |               |

### Com Karl Mejstrik
| Resultados           | Resultados      | Resultados       | Resultados    | Resultados    | Resultados    | Resultados    | Resultados    | Resultados    | Resultados    | Resultados    | Resultados    | Resultados    |
| Internacional        | Internacional   | Internacional    | Internacional | Internacional | Internacional | Internacional | Internacional | Internacional | Internacional | Internacional | Internacional | Internacional |
| Evento/Temporada     | 1912– 1913      | 1913– 1914       |               |               |               |               |               |               |               |               |               |               |
| -------------------- | --------------- | ---------------- | ------------- | ------------- | ------------- | ------------- | ------------- | ------------- | ------------- | ------------- | ------------- | ------------- |
| Campeonato Mundial   | Medalha de ouro | Medalha de prata |               |               |               |               |               |               |               |               |               |               |
| Nacional             |                 |                  |               |               |               |               |               |               |               |               |               |               |
| Campeonato Austríaco | Medalha de ouro | Medalha de prata |               |               |               |               |               |               |               |               |               |               |